# Килимова акула північноавстралійська
Килимова акула північноавстралійська (Orectolobus wardi) — акула роду Килимова акула родини Килимові акули. Інші назви «північний воббегонг», «підопічний воббегонг».

## Опис
Загальна довжина сягає 63 см. Голова широка. Морда округла. Біля кінчика морди розташовані шкіряні вирості — характерна для представників цього роду «борода». Очі маленькі, розташовані на верхній частині голови. За ними розташовані розвинені бризкальця. Ніздрі помірного розміру. Ніздреві вусики нерозгалужені. Рот доволі широкий. Зуби гострі, дрібні, з багатьма верхівками. У неї 5 пар зябрових щілин. Тулуб масивний, потовщений, сплощений зверху. На спині відсутні бородавки-бугорки, характерні для більшості роду килимових акул. Грудні та черевні плавці розвинені, широкі. Має 2 спинних плавця, що розташовані за черевними плавцями, у хвостовій частині. Анальний плавець невеличкий, присутній близько до хвостового плавця. Останній невеликий, гетероцеркальний.
Кольори бляклі. Забарвлення сіро-коричневе з великими розмитими темними плямами й широкими смугами.

## Спосіб життя
Тримається на мілині. Віддає перевагу піщаним і піщано-мулистим ґрунтам, зустрічається біля кам'янистих, скелястих коралових ділянок дна з водяною рослинністю. Вдень ховається в природних укриттях. Активна вночі або в присмерку. Живиться ракоподібними, невеличкими головоногими молюсками, дрібними костистими рибами. Полює із засідки.
Статева зрілість у самців настає при розмірі 45 см. Це яйцеживородна акула.
Здатна завдати травми людині.
Часто ловиться для тримання в акваріумах.

## Розповсюдження
Мешкає біля північного узбережжя Австралії.